# Helicàon
|  | Per a altres significats, vegeu «Helicàon de Règion». |

Segons la mitologia grega, Helicàon (en grec antic: Ἑλικάων, Helikàōn) va ser un heroi grec, fill d'Antènor, rei de Tràcia. Es casà amb la princesa troiana Laòdice, una de les filles de Príam, i feu costat al rei durant la guerra de Troia. Tanmateix, com que el seu pare s'havia mostrat favorable a les demandes dels grecs, fou respectat per aquests el dia de la caiguda de la ciutat, i Odisseu el va salvar. Embarcat amb Antènor i Polidamant, s'instal·là al nord d'Itàlia. A Delfos es podia veure el punyal d'Helicàon, conservat com a exvot dins del santuari.